# Jorge VIII da Geórgia
Jorge VIII (გიორგი VIII) (1417–1476) foi o último rei da Geórgia unificada, mesmo que ele já tenha sido fragmentada e em estado de guerra civil, de 1446 a 1465. Derrotado por seus rivais, ele foi deixado com a província de Caquécia, onde ele reinou como Jorge I de 1465 até sua morte, fundando uma ramificação local da dinastia Bagrationi.

## Vida
Ele foi o terceiro filho de Alexandre I da Geórgia com sua segunda esposa, Tamar. Mesmo que Demétrio, o segundo filho de Alexandre tivesse mais direito de ser o sucessor de seu irmão mais velho, Vactangue IV, Jorge assumiu o poder depois da morte de seu irmão em dezembro de 1446. O processo de desintegração do Reino da Geórgia já havia começado e estava perto do clímax. O maior causador de problemas foram as revoltas de nobres do oeste da Geórgia e de atabegues de Mesquécia. Eles haviam ameaçado até criar uma nova igreja para seu principado, mas os esforços dos católicos da Geórgia de David IV evitaram que a igreja Ortodoxa georgiana se dividisse em duas.
O reinado de Jorge coincidiu com um importante período na história do Oriente Próximo: em 1453 os turcos otomanos conquistaram Constantinopla e puseram fim ao Império Bizantino, com o imperador Constantino XI, a quem a filha de George estava prometida, morrendo em batalha. Os políticos georgianos, preocupados em sua própria luta por poder, subestimaram o evento que deixaria a Geórgia isolada da Europa cristã durante quase três séculos. Além disso, a Geórgia foi considerada um possível participante de uma grande cruzada anti-otomana planejada pelo papa Pio II e pelas potências da Europa Ocidental. Por causa disso, Luís da Bolônia foi enviado para manter conversações na Geórgia e Jorge VIII aceitou uma trégua com os seus adversários internos. Os georgianos esperavam mobilizar um total de 120 000 soldados para lutar contra sultão Maomé II, o Conquistador, e propuseram uma Cruzada em Jerusalém. A coalizão nunca foi formada, no entanto, as lutas fratricidas na Geórgia logo foram retomadas.
Em 1462, Jorge conquistou Samokalako (Cutáissi e arredores) do governante local, Pancrácio, por seu apoio ao príncipe rebelde, Qvarqvare II Jaqueli, um poderoso atabegue do Principado de Mesquécia. Em 1463, Pancrácio aliou-se com outros opositores, os duques (Eristavi) de Mingrélia, Gúria, Suanécia e da Abecásia. Os rebeldes encontraram e derrotaram o rei na Batalha de Chikhori. Posteriormente, o rei perdeu todas as províncias ocidentais e Pancrácio foi coroado rei de Imerícia. Em 1465, Jorge tentou subjugar Qvarqvare II de Mesquécia, mas foi atacado e feito prisioneiro no lago Paravani. A situação foi imediatamente aproveitada por Pancrácio de Imerícia, que assumiu o controle de Tbilisi e declarou-se rei da Geórgia. Atabegue Qvarqvare, que agora considerava Pancrácio seu principal rival, libertou Jorge. Este último não teve êxito em sua tentativa de recuperar o trono, só foi capaz de estabelecer-se como um rei separado na província oriental de Caquécia. Lá, ele reorganizou a administração, subdividindo o reino em samuravos (condados) e não em seristavos autônomos (ducados).

Carta real de Jorge VIII

Ele faleceu em 1476 e foi sucedido por Alexandre I como rei de Caquécia.

## Casamento e filhos
As cartas reais de Jorge VIII mencionam dois nomes para o consorte, Tamar (1453) e Nestan-Darejan (1458–1463). Duas explicações existem para isso, uma delas, sugerida por Cyril Toumanoff, diz que os dois nomes pertenceram a mesma mulher, uma filha de Pancrácio, filho de Constantino I da Geórgia, e, portanto prima de Jorge VIII, com quem ela se casou em 1445. Tal casamento não era estranho na Geórgia, Toumanoff explicou, pensando no passado cultural do país, "helênico-cristãos de um lado, e cáucaso-iranianos, de outro". A última menção a ela foi em 1510.
Uma visão alternativa, falando sobre algo que geralmente acontecia na Geórgia, diz que Jorge VIII foi casado duas vezes, primeiro com Tamar, as vezes dizem que era filha de Kvarkvare II Jaqeli, atabague do Principado de Mesquécia, e depois com Nestan-Darejan, de origem desconhecida, com quem o rei casou pouco antes de 1456.